# تشاك بوند
تشاك بوند (بالإنجليزية: Chuck Bond)‏ هو لاعب كرة قدم أمريكية أمريكي، ولد في 5 يناير 1914 في فيرلاند في الولايات المتحدة، وتوفي في 24 سبتمبر 1989 في بويالوب في الولايات المتحدة.

## وصلات خارجية
- تشاك بوند على موقع مرجع كرة القدم المحترفة.كوم (الإنجليزية)